# 古笨港天后宮
古笨港天后宮是清代創建於笨港主祀天上聖母的媽祖廟，曾以「笨港街天妃廟」的名稱記載於《諸羅縣志》中，有部分學者主張該廟在清代因北港溪氾濫而遭沖毀，引伸出笨港毀滅論等歷史論點，影響了北港朝天宮、新港奉天宮的笨港媽正統之爭，且溪北六興宮、笨港長天宮等雲嘉的媽祖廟皆曾主張擁有古笨港天后宮的媽祖神尊。

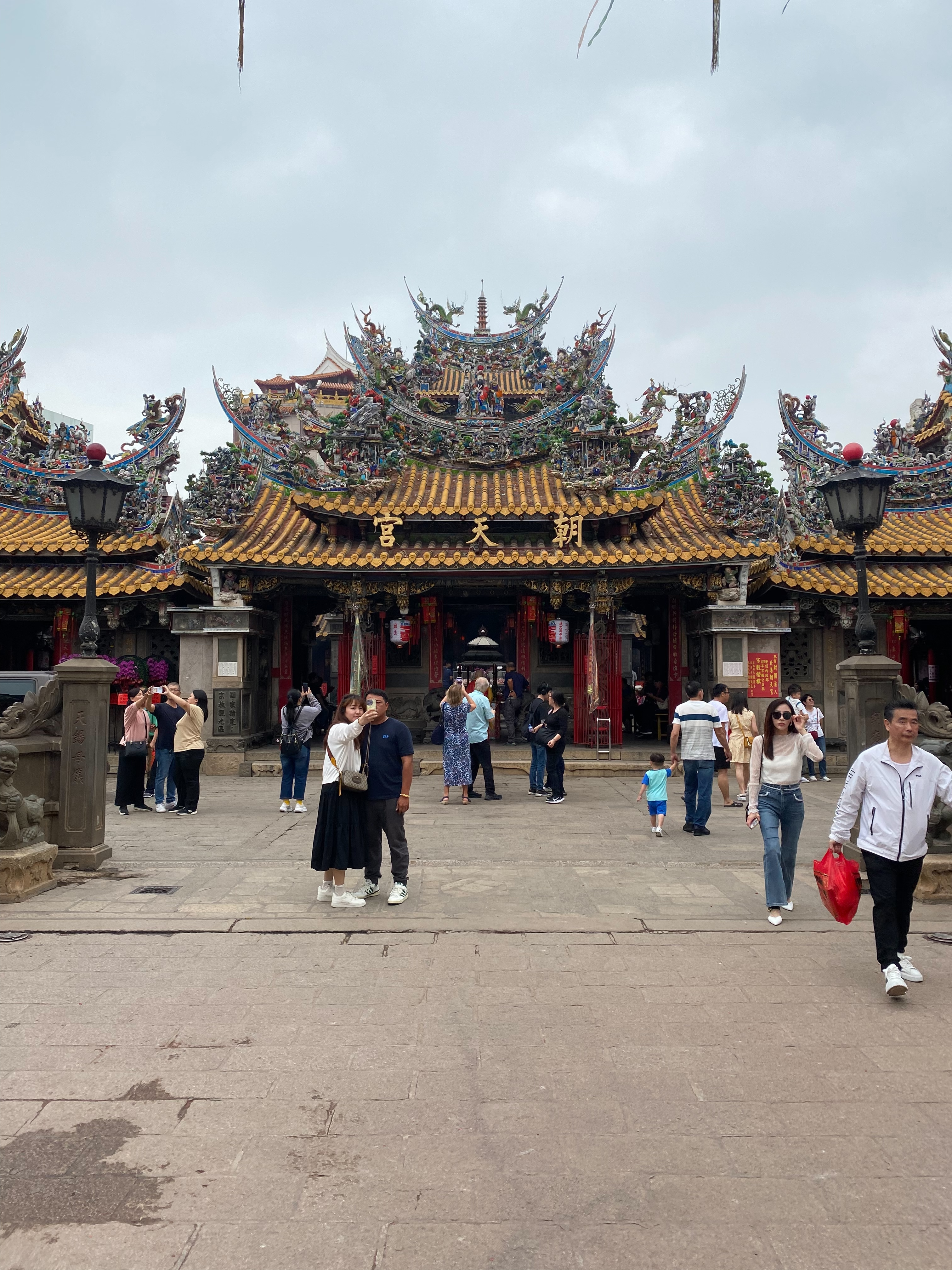
北港朝天宮
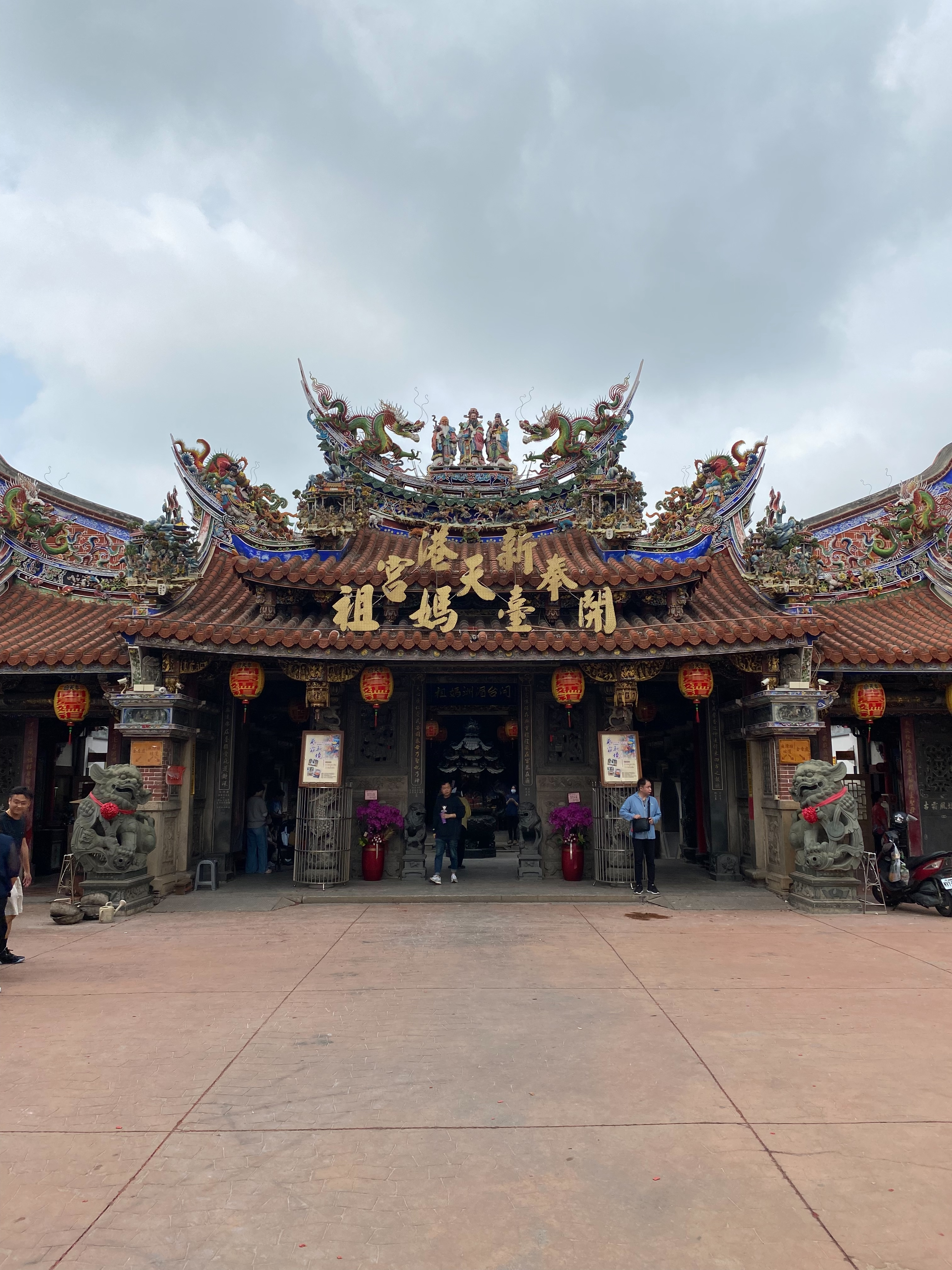
新港奉天宮

## 創建沿革

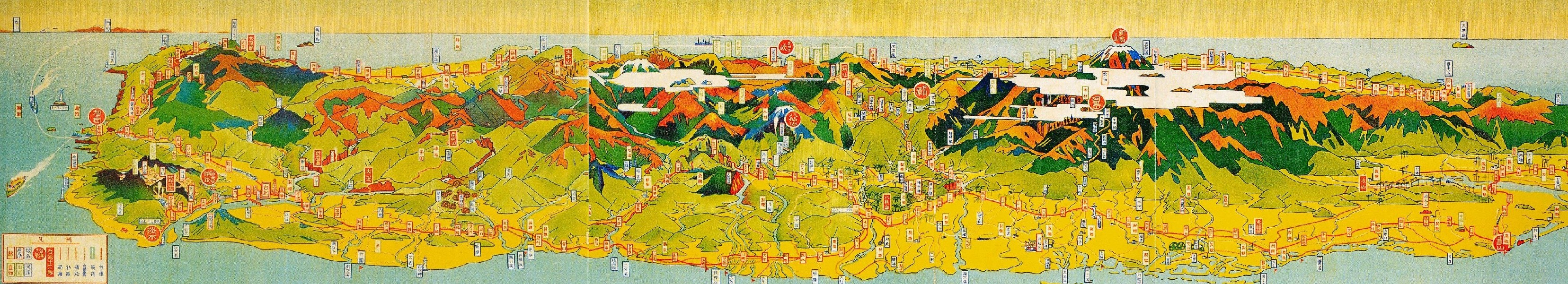
日治時期(1928年)台灣總督府交通局鐵道部發行於台灣日日新報的觀光地圖，鄰近笨港地區標示有「媽祖宮」的字樣，可見此地媽祖信仰的影響力[2]。

在康熙56年所彙編的諸羅縣志．卷十二之中記載到:

   天妃廟:
   一在城南縣署之左。康熙五十六年，知縣周鍾瑄鳩眾建。
一在外九莊笨港街。三十九年，居民合建。
一在鹹水港街。五十五年，居民合建。
一在淡水乾豆門。五十一年，通事賴科鳩眾建；五十四年重建，易茅以瓦，知縣周鍾瑄顏其廟曰「靈山」。

笨港地區的媽祖信仰早於清康熙年間就已發展，但古笨港天后宮的實際創廟年代有許多種說法與版本，其一為清康熙三十三年(1694年)，佛教臨濟宗第三十四代禪師樹壁和尚，自湄洲天后宮朝天閣迎請軟身媽祖神像來台，從諸羅縣笨港溪口一帶登陸，在今朝天宮附近之古井休息後發現請不動媽祖神尊，逐修建小祠，並於康熙三十九年(1700年)擴建規模，此說法今日被北港朝天宮所採納，並有相關的文物留存。另一說法則為明代天啟二年(1622年)，船戶劉定國為了祈求渡海平安，自湄洲天后宮奉請一尊軟身媽祖神像祀於船上，船隻行經笨港奉媽祖指示留在該地，被當地居民所信奉，因由船戶奉請而來的背景，又有「船仔媽」、「開臺媽祖」等稱呼，此一說法則被新港奉天宮所採納。在《重修諸羅縣笨港天后宮碑記》中則記載笨港天后宮建於清乾隆八年。

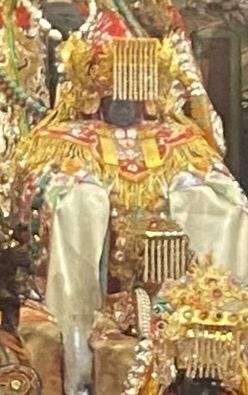
新港奉天宮開臺媽祖，由船戶劉定國帶來台灣的軟身神尊。
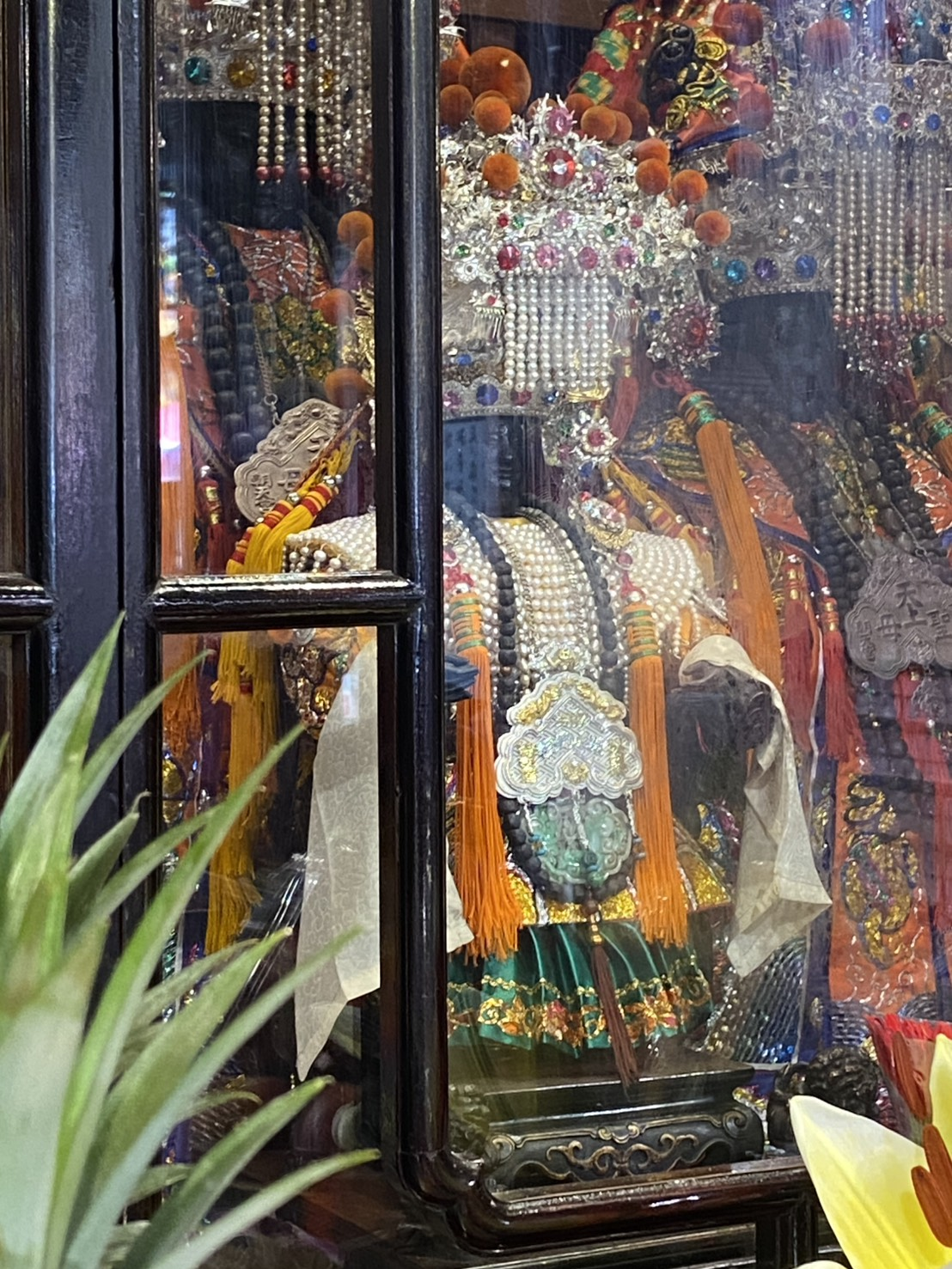
北港朝天宮祖媽，由樹壁和尚帶來台灣的軟身神尊。

## 笨港毀滅論

### 大媽新港，二媽北港，三媽溪北
民國50年代，有相關歷史學者主張在清代時常氾濫的北港溪，曾經歷過一次嚴重的大洪水，沖毀了古笨港天后宮和笨港市街，河道也將笨港一分為北港與南港 ，此次洪水的時間點有許多不同的說法，大致從清嘉慶年間至清道光年間之間，天后宮遭沖毀之後，笨南港居民將大媽及相關文物搬遷至蔴園寮(今嘉義縣新港鄉)土地公廟，由何姓人家捐地，嘉慶十六年新港奉天宮落成。二媽安奉於今日的北港朝天宮，三媽則在王得祿的協調之下，安奉於今日的溪北六興宮，此般說法主張北港朝天宮、新港奉天宮同為古笨港天后宮的繼承者。但亦有部份學者主張，北港溪暴漲的洪水未曾沖毀北岸的古笨港天后宮，且笨港毀滅論提出以前，認定古笨港天后宮為北港朝天宮的說法並無爭議。

### 景端碑
景端碑由當時的住持景端撰寫於清嘉慶十七年的碑文，是可能佐證笨港毀滅論的史料，碑文如下

子曰：「鬼神之為德，其盛矣乎！視之而弗見，聽之而弗聞，體物而不可遺，使天下之人齊明盛服，以承祭祀。洋洋乎，如在其上，如在其左右。」詩曰：「神之格思不可度思，矧可射思。夫微之顯，誠之不可揜如此夫。」此其頌我聖母德盛乎！ 溯自我天后聖母在笨之宮，因烏水氾濫、橫遭沖毀；我笨亦幾至蕩然無存，毀於一旦，何其虐乎斯時也！拙義無反顧，毅然與笨眾敬遷我神諸聖像於笨之東蔴園寮肇慶堂。於此，洪氾雖可遠避，然舊日巍峨廟宇已不復存。思念及此，臥寐難安！於是商諸我笨諸耆宿，太子少保子爵軍門王捐俸倡建於前，諸神商鼎力虔誠捐獻於后；不數載，竟再建聖母之宮於此地，其規模之宏、奐輪之美，有過原廟而無不及。軍門王，廟成之日，必奏請聖天子御賜宮號「奉天宮」。美矣哉！此非神德之盛何以致之。 嗚呼！逝者已矣，拙與我神諸聖像東遷于此，垂十餘載而莫敢知有此日，證諸孔子讚神之義，詩經神之格思不可度思之理，實不謀而暗合。大哉我神至誠通神，今有徵，拙雖耄亦足矣。筆至此，思及我笨宮跡遺有「重修諸羅縣笨港天后宮碑記」一座，因無由疏遷，崩陷溪中，未能同在襄此盛舉，誠拙終生之憾事也。 慈聖宮新建竣事，感觸殊多，興之所至，誌於此，意在示人明聖母神德之盛，而知敬神所當誠之由云爾。僧景端謹誌，十八庄董事仝敬立。 嘉慶壬申年桐月　日。
其中的記載了奉天宮的建廟始末與笨港遭大洪水摧毀的歷史事件，但其碑文的形式以及書法與清代的格式不同，且有多處錯誤與矛盾被部分學者認定為偽證，其真實性與效力至今仍存疑。

### 笨港汀州媽廟
有一說明末時期，在來自福建省長汀縣汀州的鄭成功部將劉國軒的招募之下，有許多來自汀州的移民入台開墾，為求渡海順利，自汀州天后宮奉請媽祖神尊來台，汀州移民聚集在笨港南街，並在清康熙五十二年(1713年)建廟於笨港街街尾，當地居民稱「汀州媽廟」，部分學者主張在嘉慶年間沖毀的是笨南港汀州媽廟而非古笨港天后宮，認為笨港可能同時存在過北港媽（即北港朝天宮）、四街媽（即新港奉天宮）、汀州媽，但與朝天宮、奉天宮自湄洲天后宮分靈的媽祖說法有所不同，笨港在清代早期的記載當中僅有一間媽祖廟(即古笨港天后宮)，汀州媽廟是否存在仍需更多的史料及文物考證。

## 笨港媽正統之爭
笨港媽的正統之爭，是民國50年代笨港毀滅論提出之後，北港朝天宮與新港奉天宮對於此論點的立場不同所開始「誰是古笨港天后宮繼承者」的爭論。

### 南瑤宮笨港進香
彰化南瑤宮為古笨港天后宮的分靈廟宇，自清代開始便有前往古笨港天后宮進香的傳統，固有「台灣進香團鼻祖」的稱號，但此段進香的歷史亦出現類似笨港毀滅論的說法，自清嘉慶年間古笨港天后宮遭洪水沖毀後，南瑤宮便改為往笨港地區繞境，並至笨港楊家幫祖家媽「換龍袍」和北港朝天宮、新港奉天宮兩間廟宇「會香」，後因故與北港朝天宮交惡而僅至新港奉天宮會香，2014年南瑤宮恢復徒步往笨港進香，幾年後也同步恢復至北港朝天宮會香的傳統。
另外彰化南瑤宮的開基媽祖被尊稱為「開基三媽」，此來由也可能與笨港毀滅論有關。古笨港天后宮在清嘉慶年間被大水沖毀之後，於笨港與彰化地方仕紳的奔走之下，將古笨港天后宮的開基三媽迎奉到彰化南瑤宮接受信徒的香火，因此南瑤宮的笨港進香在彰化當地又有會「姊妹香」之稱，此說法與部分笨港毀滅論所提出的論點不謀而合，卻與古笨港三媽迎奉至溪北六興宮的說法相左。

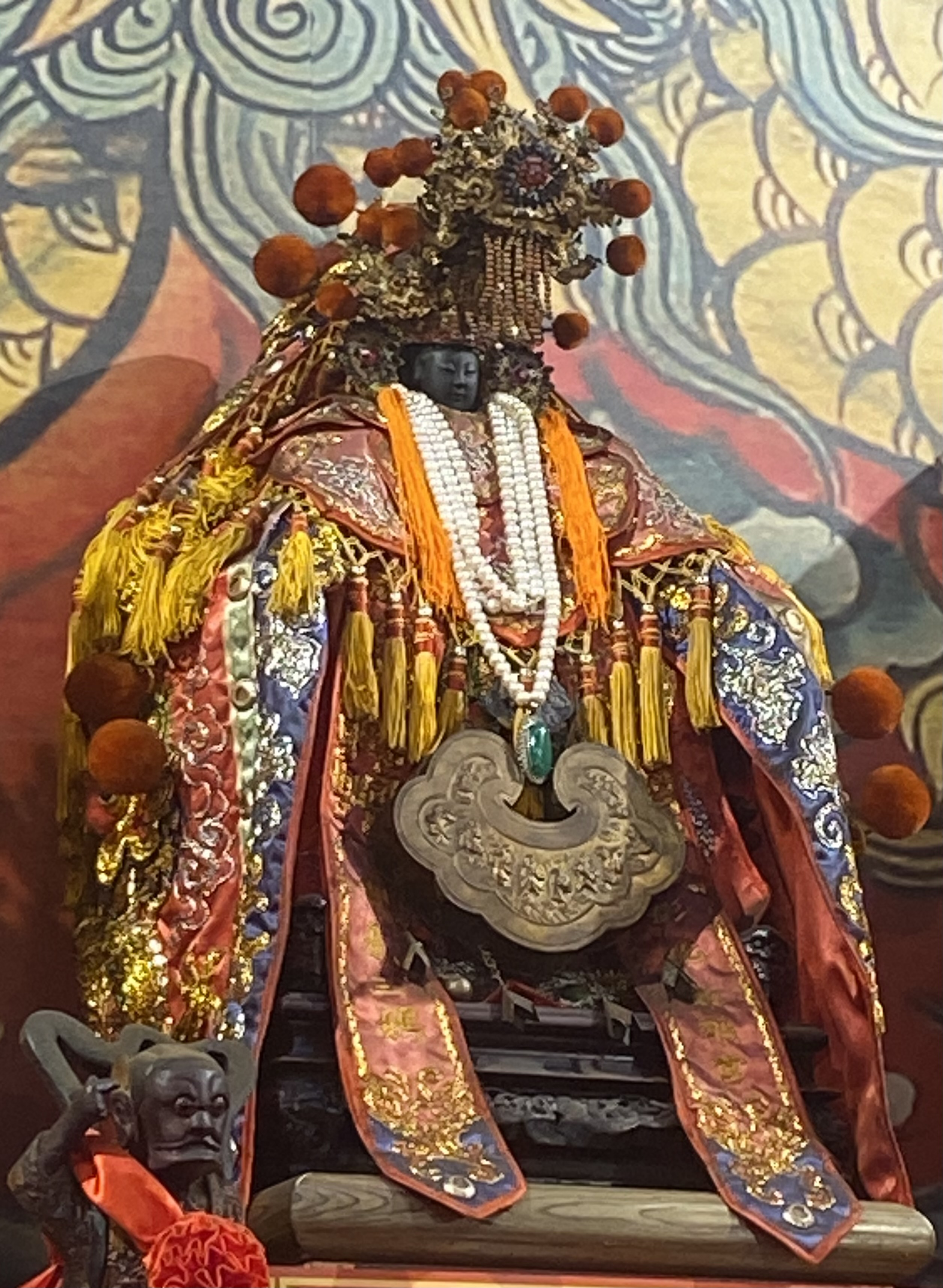
南瑤宮開基三媽可能來自古笨港天后宮。

### 大甲鎮瀾宮遶境進香
大甲鎮瀾宮因來往北港牛墟的牛隻貿易影響下
，開始往北港朝天宮進香的傳統，西元1984年，由知名導演黃春明所指導的紀錄片《大甲媽祖回娘家》，其中「回娘家」三字引起分靈自湄洲祖廟大甲鎮瀾宮的不滿，認為有矮化地位之嫌，將「大甲鎮瀾宮往北港進香」的名稱改為「大甲鎮瀾宮往北港遶境進香」，兩廟之間逐產生心結  ，西元1987年，大甲鎮瀾宮自湄洲祖廟迎回媽祖神像，次年在新港奉天宮的積極爭取下，將進香的目的地改往新港奉天宮並持續至今，此次事件也被視為是笨港媽正統之爭的延伸。

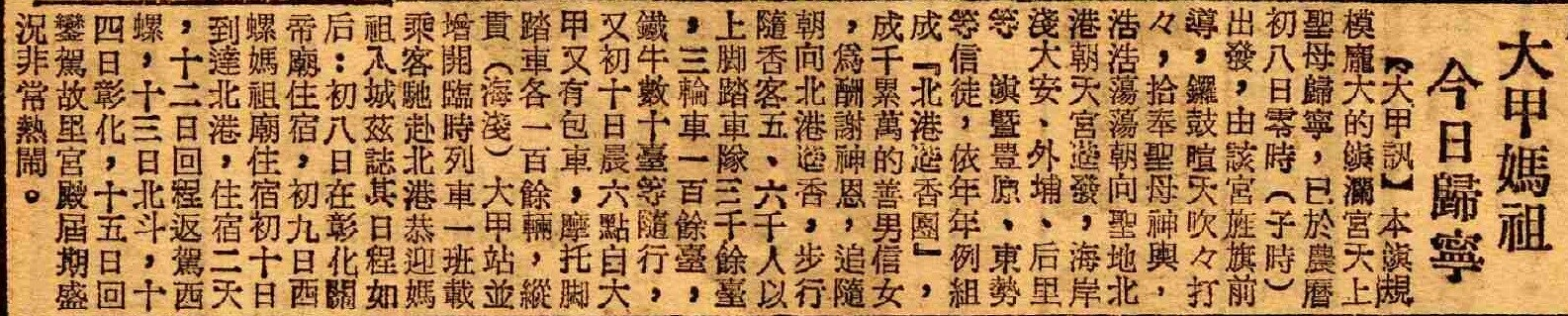
1962年，大甲鎮瀾宮往北港進香的相關報導。

### 白沙屯媽祖進香
白沙屯拱天宮自清代以來就有往北港朝天宮刈火進香的傳統，因其路線不固定的特色，對於過去或未來的進香路線常常引發猜測。在《新港奉天宮志》中，曾經引用《白沙屯拱天宮沿革》的內容:「先民早已組團往鹿港、新港、北港進香」，認為其中的「新港」一地所指的就是今日的嘉義縣新港鄉，解讀其會到新港進香是因為新港奉天宮是古笨港天后宮的正統，但部分學者認為其所記載的「新港」是今日彰化縣伸港鄉的舊地名。而民國95年，白沙屯拱天宮官方則針對當時的網路留言特發公告，再次聲明進香的目的地不會改往新港奉天宮。
西元2025年，乙巳年白沙屯媽祖進香的過程中，社群平台Threads廣為流傳著一張進香路線圖，其中顯示白沙屯媽祖可能經由北港觀光大橋南下，首次進入嘉義縣境內並停駕笨港天后宮，隨後則轉往新港奉天宮、雲林縣大埤鄉等地，而笨港天后宮的廟門前貼出相關公告，寫著「歡迎苗栗白沙屯拱天宮天上聖母巡安遶境」，並製作歡迎海報，引起了不小的討論，但該年的白沙屯媽祖進香在起駕之後即北上，並無進入嘉義縣。新港奉天宮則表示，因應媽祖進香的大量人潮，會依循往例在白沙屯媽祖北港刈火當日不關廟門，以招待自北港朝天宮而來的各地香燈腳，與白沙屯媽祖是否停駕並無特定關係。

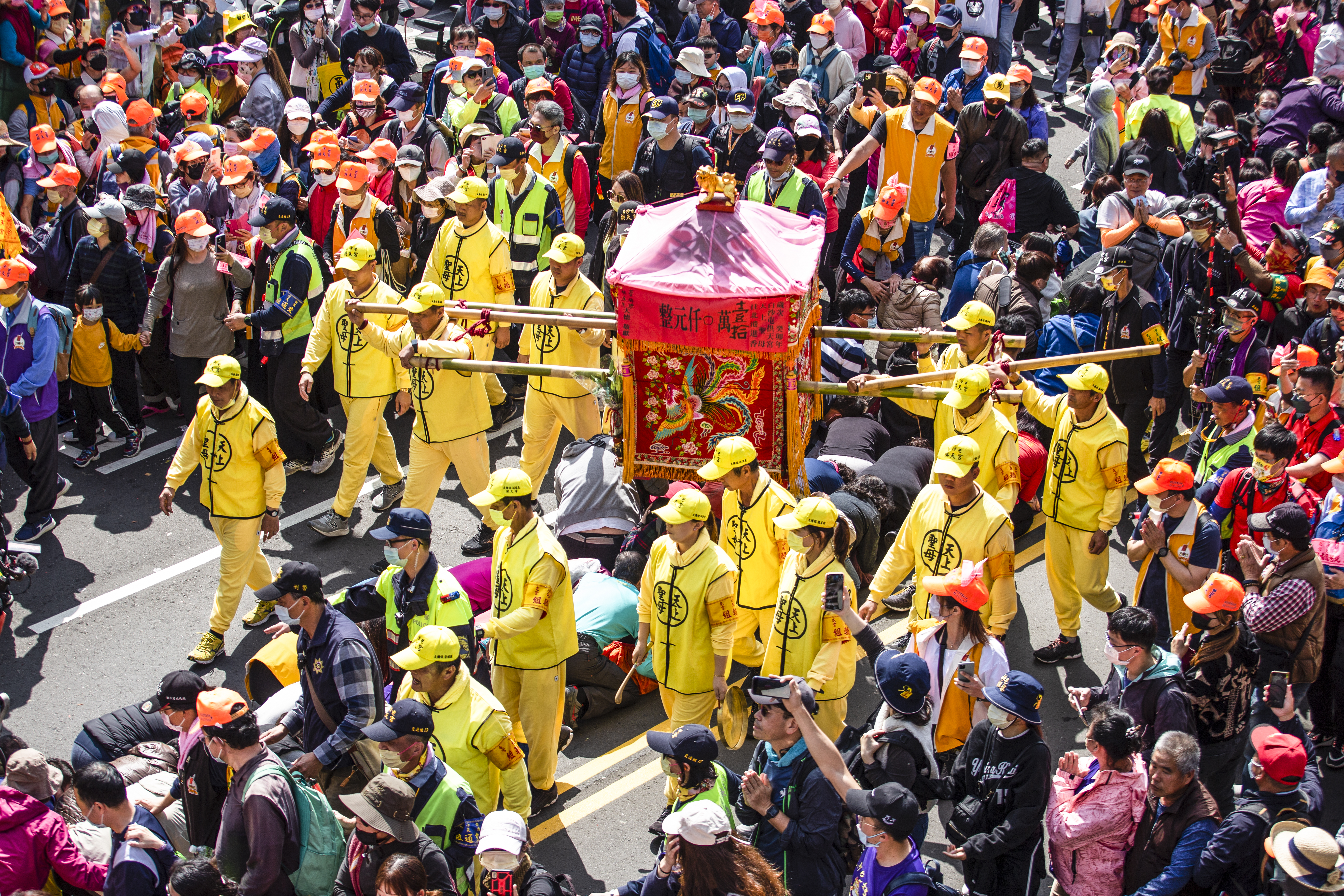
白沙屯拱天宮天上聖母往北港進香的人潮。

### 新港奉天宮布條事件
西元2021年，新港奉天宮舉行遶境，並在事前到訪北壇碧水寺詢問是否可作為停駕的廟宇，而廟方因北壇碧水寺屬於北港朝天宮的信仰範圍禮貌性婉拒，但新港奉天宮卻冒名以北壇碧水寺總幹事及雲林縣北港鎮鎮長、新街里里長的名義，懸掛寫有「恭迎 新港奉天宮 開臺媽祖」等字樣的布條，引發了爭議  ，事後新港奉天宮將遶境路線截短至新厝受天宮，且不前往北壇碧水寺，遶境當日在北壇碧水寺仍有民眾開廣告車和懸掛「歡迎新港奉天宮往北港祖廟謁祖進香」等字樣的布條表示抗議  ，也是繼笨港毀滅論提出之後笨港媽正統之爭最激烈的事件之一。